# James Wolfe

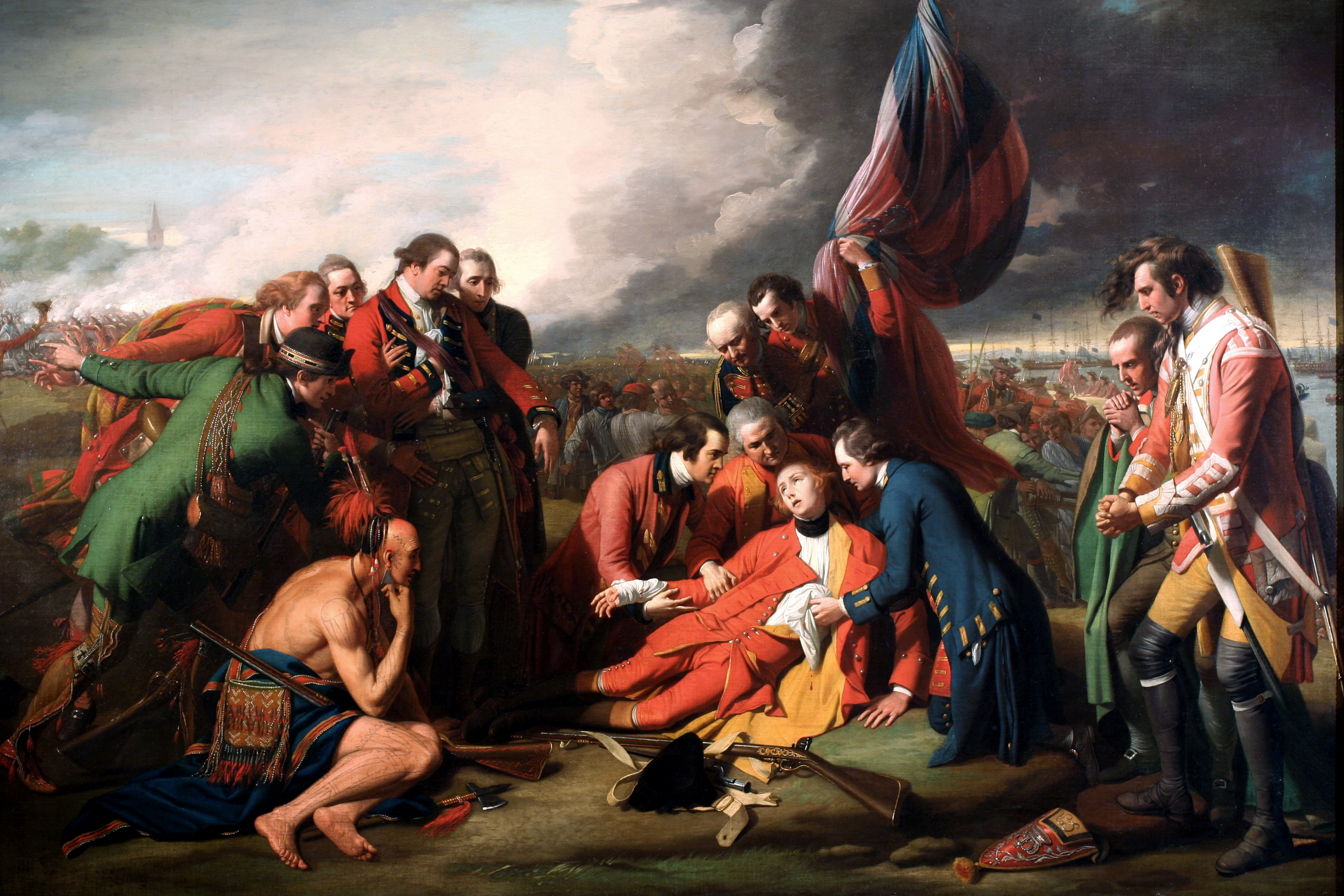
Śmierć generała Wolfe’a (1770), malował Benjamin West

James Wolfe (ur. 2 stycznia 1727 w Westerham, Kent, Wielka Brytania, zm. 13 września 1759 w Quebecu, Nowa Francja) – generał brytyjski, który w 1759 poprowadził śmiałą ofensywę na Quebec, pokonując Francuzów i doprowadzając do tego, że Kanada dołączyła do grona prowincji brytyjskich.

## Życiorys
Był synem generała Edwarda Wolfe’a. W wieku 14 lat został żołnierzem królewskiej piechoty morskiej, ale zgodnie z powszechnym wówczas zwyczajem zdecydował się zmienić jednostkę i przeniósł się do 12. regimentu piechoty w celu zapewnienia sobie awansu. W wieku 16 lat brał udział w bitwie z Francuzami pod Dettingen w 1743, zaś w 1746 był już adiutantem generała Hawley w bitwach pod Falkirk i Culloden podczas powstania jakobitów dowodzonych przez Karola Edwarda Stuarta. W 1750 awansował na podpułkownika i został dowódcą 20. regimentu piechoty. Zdobył opinię oficera o wysokich zdolnościach w sprawach dotyczących szkolenia żołnierzy. Równocześnie chorował na gruźlicę. Gdy rozgorzała wojna siedmioletnia, minister William Pitt, 1. hrabia Chatham wysłał Wolfe’a, by zdobył dla Brytyjczyków posiadłości francuskie w Ameryce Północnej (Nowa Francja). Towarzyszył mu inny oficer brytyjski, William Howe, który walczył później w stopniu generała przeciw Jerzemu Waszyngtonowi. James Wolfe uczestniczył w 1757 w nieudanym najeździe na Rochefort na atlantyckim wybrzeżu francuskim. W 1758 dowodził brawurowym natarciem na Cap-Breton - wyspę kanadyjską - które zakończyło się zdobyciem francuskiego fortu Louisbourg, po czym wrócił do Anglii w celu wykurowania się, jednak William Pitt awansował go do stopnia generała brygady, nakazując mu powrót do Kanady i podbicie Quebecu.
W czerwcu 1759 popłynął z 5 000 żołnierzami w górę Rzeki Świętego Wawrzyńca i wylądował wraz z nimi na wyspie położonej naprzeciwko miasta Quebec. Stacjonującymi tam wojskami francuskimi dowodził Louis-Joseph de Montcalm, który rozlokował armię na dobrze umocnionych pozycjach wzdłuż wysokich brzegów rzeki. Nie miał zamiaru ich opuścić, jednak chory James Wolfe nadal nie zrezygnował. Przypuścił zakończony niepowodzeniem szturm na położony na wschód od miasta Beauport, po czym popłynął półtora kilometra dalej w górę rzeki i zatrzymał się w wąwozie koło Cap Diamant, które dzisiaj nosi jego nazwę. Jako jeden z pierwszych podążył stromą ścieżką na niedokładnie pilnowane Wzgórze Abrahama. Plan przejścia ciężką ścieżką wzbudził protesty większości oficerów zgromadzonych przy Wolfe. Była ona tak wąska, stroma, trudna do sforsowania i pełna wykrotów, że jego oddziały, składające się z lekkich piechurów i Szkotów, pokonywały drogę wspinając się pojedynczo i łapiąc gałęzi i drzew w celu uniknięcia przeszkód. Francuskie wojsko nie spodziewało się ataku z tej strony, uważając ścieżkę za zbyt trudną, a wręcz niemożliwą do przejścia. Umożliwiło to Wolfe’owi dokonanie ataku na armię Francji, która na skutek zaskoczenia zarządziła odwrót, dzięki czemu generał opanował Wzgórze Abrahama. Wtedy, 13 września 1759 roku, wywiązała się ostateczna walka o Quebec, tak zwana bitwa na Równinie Abrahama.
Dowódca francuski Louis-Joseph de Montcalm nie zdołał obronić miasta, gdyż wcześniej spodziewał się, że będzie walczyć tylko ze strażą przednią. W wyniku tego poległ, natomiast James Wolfe, za życia posądzany o szaleństwo na skutek wykazywania się bezprecedensową odwagą, otrzymał 3 rany, z których ostatnia okazała się śmiertelna. Mimo to Brytyjczycy odnieśli zwycięstwo: 5 dni później Quebec się poddał, a rok później Montreal został zajęty, co przypieczętowało brytyjską dominację nad Kanadą.